# Свети Илия (Баняне)
Вижте пояснителната страница за други значения на Свети Илия.
„Свети Илия Горни“ (на македонска литературна норма: „Свети Илија Горни“) е средновековна православна църква в скопското село Баняне, Северна Македония. Част е от Скопската епархия на Македонската православна църква – Охридска архиепископия.
Манастирът е разположен на падините на планината Скопска Църна гора, в близост до селото Баняне и долината на Банска река.
Манастирската църква е малка по размери, еднокорабна сграда, с тристранна олтарна апсида от изток. От северната страна църквата е споена с една скала, която ѝ дава необичаен изглед. Вътрешността на църквата е изписана с живопис, от която се разпознават два слоя. Първият, по-стар слой е от XIV век, време, което се смята и за време на изграждане на црквата.
В 1846 година иконостасните икони са обновени от Дичо Зограф, което се разбира от надписа на парапетната плоча на иконостаса под престолната икона на Исус Христос Вседържител, подписана и датирана 1846. На Дичо Зограф са и осемте апостолски икони.
Манастирът има обновени конаци, приспособени за манастирски туризъм.